# Virus de la ràbia
El virus de la ràbia (Rabies virus) és un virus neurotròpic que causa la ràbia una malaltia mortal en diversos animals inclosos els humans. La transmissió de la ràbia pot ocórrer per contacte amb la saliva dels animals infectats.
El virus de la ràbia té una morfologia cilíndrica i pertany al gènere víric dels Lyssavirus de la família Rhabdoviridae. Aquesta virus tenen un embolcall víric i un genoma basat en ARN amb sentit negatiu. La informació genètica es troba empaquetada en un complex de ribonucleoproteïna en el que l'ARN és lleugerament unit a la nucleoproteïna vírica. El genoma de l'ARN del virus codifica cinc gens l'ordre dels quals és altament conservat. Aquests gens codifiquen la nucleoproteïna (N), fosfoproteïna (P), proteïna matriu (M), glicoproteïna (G) i l'ARN polimerasa viral (L).
Tots els successos de transcripció i replicació ocorren en el citoplasma a l'interior dels cossos de Negri, anomenats així en honor d'Adelchi Negri. Aquests cossos són inclusions de 2 a 10 µm de diàmetre i són típics d'una infecció per virus de la ràbia i s'han usat per a confirmar com una prova definitiva de confirmació de la malaltia.

## Estructura

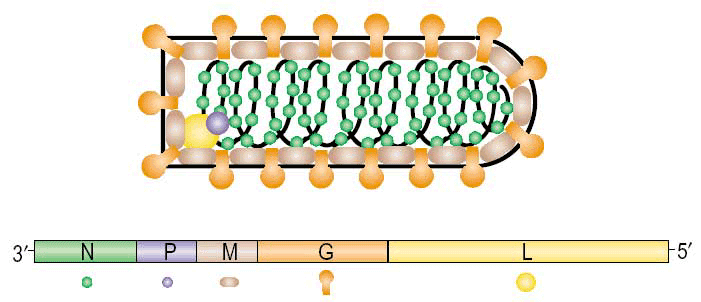
Estructura general d'una partícula viral de Rhabdovirus. A sota alineació i ordenació dels gens codificats en el seu genoma d'ARN. Vegeu el text per a majors detalls.

Els Lyssavirus tenen simetria helicoïdal, així que les formes dels virions tenen una forma gairebé cilíndrica. Els lissavirus es caracteritzen per un ampli rang d'hostes incloent plantes, insectes i mamífers; els virus que infecten els humans tenen normalment simetria cúbica i tenen formes polièdriques regulars.
Els virus amb forma de bala amb una longitud d'un 180 nanòmetres (nm)i un diàmetre d'uns 75 nm. Un extrem és arrodonit o cònic i l'altre és plana o còncava. Les lipoproteïnes de l'embolcall en forma pom de porta formades per glicoproteïnes tipus G. Aquestes proteïnes no cobreixen l'extrem planar de la partícula viral. En la base de l'embolcall hi ha la capa de proteïna de matriu o membrana que es pot invaginar a l'extrem planar. El nucli (core) del virió consisteix en una ribonucleoproteïna que enrosca l'ARN de forma helicoïdal a l'interior de la partícula.

## Genoma
El genoma no és segmentat i forma una sola molècula de RNA amb sentit negatiu. Aquest RNA es troba associat a ribonucleoproteïna a l'interior de la partícula viral o virió formant un complex (RNP) en el que l'ARN es troba estretament unit a la nucleoproteïna viral. El genoma d'ARN del virus conté cinc gens que codifiquen nucleoproteïna (N), fosfoproteïna (P), proteïna de la matriu (M), glicoproteïna (G) i l'ARN polimerasa viral (L). L'ordre (3'-N-P-M-G-L-5') d'aquests gens és altament conservat.

## Infecció
A partir de la ferida d'entrada, el virus de la ràbia viatja fins a les vies neuronals del sistema nerviós central (SNC). El transport retrògrad axonal del virus fins al SNC és el pas clau per a la patogènesi durant la infecció natural. El mecanisme molecular d'aquest transport és desconegut tot i que s'ha demostrat experimentalment la unió de la proteïna P del virió a la cadena lleugera de la dineïna (DYNLL1).
La proteïna P també actua com un antagonista de l'interferó, disminuint la resposta immune de l'hoste.
Des del SNC, el virus es dispersa cap a altres òrgans. Les glàndules salivals en els teixits de la boca i la galta alliberen grans concentracions del virus, permetent la seva transmissió. La mort de l'hoste ocorre entre dos dies i cinc anys des de la infecció inicial.